# Bharata natyam

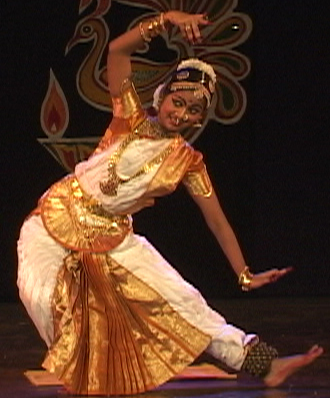
Bharata natyam-dansare.

Bharata natyam (även Bharathanatyam, Bharatnatyam eller Bharatanatyam) är en sydindisk klassisk dans. Dansen fick sin definitiva utformning av Krishna Iyer under tidigt 1800-tal, och senare av dansaren Rukmini Devi Arundale. 
Enligt legenden ska Bharata natyam en dans som skapats av Bharata Muni, en hinduisk vis som ska vara författare till Natya Shastra, den äldsta indiska skrift som avhandlar dansen. Under äldre tid utfördes dansen som dasiattam av mandir Devadasis i templen. Många äldre tempelskulpturer baseras f.ö. på just denna dans.
Bharata natyam är den yttre manifestationen av den sydindiska idén om att fira det eviga universum genom att fira den fysiska kroppens skönhet. I indisk mytologi sägs universum vara identiskt med den dans som utförs av Nataraja, en av Shivas avatarer. Bharata natyam är en elddans, och en av fem dansstilar som inkluderar Odissi (elementet vatten) och Mohiniattam (elementet luft). Rörelsemönstret i en väl utförd Bharata natyam påminner om eldslågans rörelse. Bharata natyam kan i religiös mening även utövas som Natya Yoga.
En professionell dansare (patra) av Bharata natyam bör enligt Abhinayadarpanam (en ledande kommentarsamling för dansen) ha följande egenskaper: Hon ska vara 
1. ung,
2. smal,
3. vacker,
4. ha stora ögon,
5. ha en vacker byst,
6. ha gott självförtroende,
7. begåvad med humor,
8. till lags,
9. medveten om när dansen ska inledas respektive avslutas, kunna följa musikens och sångens rytm, hon ska även ha
10. vackra dansdräkter och
11. en positiv inställning.